# Xandro Meurisse
Xandro Meurisse (Kortrijk, 31 januari 1992) is een Belgisch wielrenner die sinds 2021 uitkomt voor Alpecin-Fenix.

## Belangrijkste overwinningen
2015
Bergklassement Circuit des Ardennes
2016
Beste West-Vlaming Driedaagse van West-Vlaanderen
4e etappe Vierdaagse van Duinkerke
Bergklassement Ronde van Groot-Brittannië
2017
Jongerenklassement Ronde van Luxemburg
Stadsprijs Geraardsbergen
2018
Druivenkoers Overijse
2020
1e etappe Ronde van Murcia
Eindklassement Ronde van Murcia
2021
Ronde van Veneto

## Resultaten in voornaamste wedstrijden
| Jaar | Ronde van Italië | Ronde van Frankrijk | Ronde van Spanje |
| ---- | ---------------- | ------------------- | ---------------- |
| 2014 |                  |                     |                  |
| 2015 |                  |                     |                  |
| 2016 |                  |                     |                  |
| 2017 |                  |                     |                  |
| 2018 |                  |                     |                  |
| 2019 |                  | 21e                 |                  |
| 2020 |                  |                     |                  |
| 2021 |                  | 29e                 |                  |
| 2022 |                  |                     | 39e              |
| 2023 |                  |                     |                  |
| 2024 |                  |                     | 55e              |
| 2025 |                  | 22e                 |                  |

| Jaar | Milaan-San Remo | Gent-Wevelgem | Ronde van Vlaanderen | Amstel Gold Race | Luik-Bast.‑Luik | Ronde van Lombardije | Waalse Pijl | Parijs-Tours | Brabantse Pijl |  | WK op de weg |  | Wereldranglijsten |
| ---- | --------------- | ------------- | -------------------- | ---------------- | --------------- | -------------------- | ----------- | ------------ | -------------- |  | ------------ |  | ----------------- |
| 2014 |                 |               |                      |                  |                 |                      |             | 33e          |                |  |              |  |                   |
| 2015 |                 |               |                      |                  |                 |                      |             |              |                |  |              |  |                   |
| 2016 |                 |               |                      |                  |                 |                      |             |              |                |  |              |  |                   |
| 2017 |                 |               |                      | 51e              | opgave          |                      | 40e         | 50e          | 23e            |  |              |  |                   |
| 2018 |                 |               |                      |                  | 38e             |                      | 66e         | 103e         | 20e            |  | 42e          |  | 118e (UWR)        |
| 2019 |                 |               | 77e                  | 27e              | opgave          |                      |             | 16e          | 33e            |  |              |  | 341e (UWR)        |
| 2020 | 34e             | 78e           | 15e                  |                  |                 |                      |             |              | 35e            |  |              |  |                   |
| 2021 |                 |               |                      | 101e             | 117e            | opgave               | 111e        |              | 53e            |  |              |  |                   |
| 2022 |                 |               | opgave               |                  | 19e             | 43e                  | 35e         |              | 10e            |  |              |  |                   |
| 2023 |                 |               | 54e                  | opgave           |                 |                      |             |              | opgave         |  |              |  |                   |
| 2024 | 105e            |               | opgave               | 93e              |                 | 10e                  | opgave      |              | 57e            |  |              |  |                   |
| 2025 | 140e            |               | opgave               | 52e              | 71e             |                      | opgave      |              | 54e            |  |              |  |                   |

## Ploegen
- 2014 –  Lotto Belisol (stagiair vanaf 1 augustus)
- 2015 –  An Post-Chainreaction
- 2016 –  Crelan-Vastgoedservice
- 2016 –  Wanty-Groupe Gobert (stagiair vanaf 1 augustus)
- 2017 –  Wanty-Groupe Gobert
- 2018 –  Wanty-Groupe Gobert
- 2019 –  Wanty-Groupe Gobert
- 2020 –  Circus-Wanty-Gobert
- 2021 –  Alpecin-Fenix
- 2022 –  Alpecin-Fenix
- 2023 –  Alpecin-Deceuninck
- 2024 –  Alpecin-Deceuninck
- 2025 –  Alpecin-Deceuninck

Armée · Bak · Boeckmans · Breen · Broeckx · De Bie · Debusschere · De Clercq · Dehaes · Dockx · Gallopin · Greipel · Hansen · Henderson · Kaisen · Ligthart · Monfort · Roelandts · Sieberg · Vallée · Van den Broeck · Van der Sande · D. Vanendert · J. Vanendert · Van Genechten · Vervaeke · Wellens · Willems · Benoot (stagiair) · Meurisse (stagiair) · Naesen (stagiair)
Downey · Dunne · Edmondson · Gate · Kruopis · Maes · McCarthy · Meurisse · Mullen · Šiškevičius · Slater · Stannus · Vandenbogaerde · Wilson
Antonini · Backaert · Baugnies · Degand · Dehaes · Devriendt · Doubey · Kreder · Levarlet · Martin · McNally · Meurisse · Minnaard · Napolitano · Offredo · Pasqualon · Smith · Stenuit · Van Keirsbulck · Van Melsen · Vanspeybrouck · Veuchelen · Dhaene (stagiair) · Gibbons (stagiair) · de Laat (stagiair)
Antonini · Backaert · Baugnies · De Clercq · Degand · Devriendt · Doubey · Dupont · Eiking · Kreder · Martin · McNally · Meurisse · Minnaard · Offredo · Pasqualon · Smith · Vallée · Van Keirsbulck · Van Melsen · Vanspeybrouck
Anderson · Bayer · De Bondt · del Carmen Alvarado · De Tier · De Vreese · Dillier · Eibl · Jans · Janssens · Krieger · Leysen · Meisen · Merlier · Meurisse · Modolo · Philipsen · Pieterse · Planckaert · Richardson · Rickaert · Riesebeek · Sbaragli · Sweeck · Taminiaux · Thwaites · Tulett · Vakoč · D. van der Poel · M. van der Poel · Vergaerde · Vermeersch · Vervaeke · Vine · Walsleben
Anderson · Ballerstedt · Bax · Bayer · De Bondt · De Tier · Dillier · Gaze · Gogl · Janssens · Krieger · Leysen · Mareczko · Merlier · Meurisse · Oldani · Philipsen · Planckaert · Rickaert · Riesebeek · Sbaragli · Stannard · Taminiaux · Thwaites · Van Den Bossche · D. van der Poel · M. van der Poel · Van Keirsbulck · Vermeersch · Vermote · Vine
Ballerstedt · Bayer · Conci · De Bondt · Dillier · Gaze · Ghys · Gogl · Groves · Hermans · Janssens · Kragh Andersen · Krieger · Leysen · Mareczko · Meurisse · Oldani · Osborne · Philipsen · Planckaert · Plowright · Rickaert · Riesebeek · Sbaragli · Sinkeldam · Stannard · Taminiaux · Van Den Bossche · van der Poel  · Vermeersch
Ballerstedt · Bayer · Boven · Conci · Dillier · Gaze · Ghys · Gogl · Groves · Hermans · Hollmann · Janssens · Kielich · Kragh Andersen · Laurance · Leysen · Meurisse · Osborne · Philipsen · Planckaert · Plowright · Rickaert · Riesebeek · Sinkeldam · Uhlig · Van Den Bossche · van der Poel  · Van Tricht · Vergallito · Vermeersch
Bayer · Boven · Debruyne · Dehairs · Del Grosso · Dillier · Gaze · Ghys · Glivar · Gogl · Groves · Hermans · Hollmann · Janssens · Kielich · Meurisse · Philipsen · Planckaert · Plowright · Price-Pejtersen · Rickaert · Riesebeek · Uhlig · Van Den Bossche · van der Poel · Van Tricht · Vergallito · Vermeersch